# Rouvray-Sainte-Croix
Rouvray-Sainte-Croix é uma comuna francesa na região administrativa do Centro, no departamento Loiret. Estende-se por uma área de 9,5 km². Em 2010 a comuna tinha 143 habitantes (densidade: 15,1 hab./km²).